# 上村 (長野県)
上村（かみむら）は、長野県下伊那郡にあった村。2005年10月1日、南信濃村とともに飯田市へ編入合併した。なお、旧村域には市町村の合併の特例に関する法律（合併特例法）に基づく地域自治区が2010年9月30日を期限として設置された。

## 地理
古くから遠山郷と呼ばれ、南アルプスと伊那山地に囲まれた山間の村であった。「日本のチロル」と呼ばれる、下栗地区から眺める山並みは絶景として知られる。正保2年（1645年）の検地帳までは門村（かどむら）と表記され、元禄15年（1702年）の検地帳以後は上村となった。

### 隣接していた自治体・行政区
- 長野県
  - 飯田市
  - 下伊那郡：大鹿村、喬木村、豊丘村、南信濃村
- 静岡県
  - 静岡市（葵区）

### 地区
- 下栗地区、中郷地区、上町地区・程野地区

## 行政

### 村章
- 1997年4月1日に制定され、「上」を図案化したものである[2]。

## 歴史
- 約二万年前から三万年前に御池山に約45mの隕石が衝突し、隕石クレーターが出来る。
- 1875年（明治8年）7月29日 - 筑摩県伊那郡上村・木沢村・和田村・八重河内村が合併して遠山村となる（後の遠山村とは別）。
- 1876年（明治9年）8月21日 - 遠山村が長野県の所属となる。
- 1879年（明治12年）1月4日 - 郡区町村編制法の施行により、遠山村が下伊那郡の所属となる。
- 1881年（明治14年）4月14日 - 遠山村の一部が分立して上村となる。
- 1889年（明治22年）4月1日 - 町村制の施行により、上村が単独で自治体を形成。和田村・南和田村・八重河内村・木沢村と「和田村外4箇村組合」（町村組合）を結成。
- 1947年（昭和22年）2月1日 - 「和田村外4箇村組合」から脱退。
- 1997年（平成9年）4月1日 - 町木・町花・町歌・町章を制定する。[2]
- 2005年（平成17年）10月1日 - 飯田市に編入。同日上村廃止。

## 交通

### 鉄道
村内を鉄道路線は通っていない。鉄道を利用する場合の最寄り駅は、JR東海飯田線飯田駅あるいは平岡駅。

### バス路線
- 信南交通
  - 遠山郷線（和田）
  - 平岡線

### 道路
- 国道152号
- 国道256号
- 国道474号

## 名所・旧跡
- しらびそ高原
- 日本のチロル（下栗地区）
- 御池山クレーター（日本で初めて確認された隕石クレーター）
- 南アルプスエコーライン
- 遠山郷
- 遠山森林鉄道

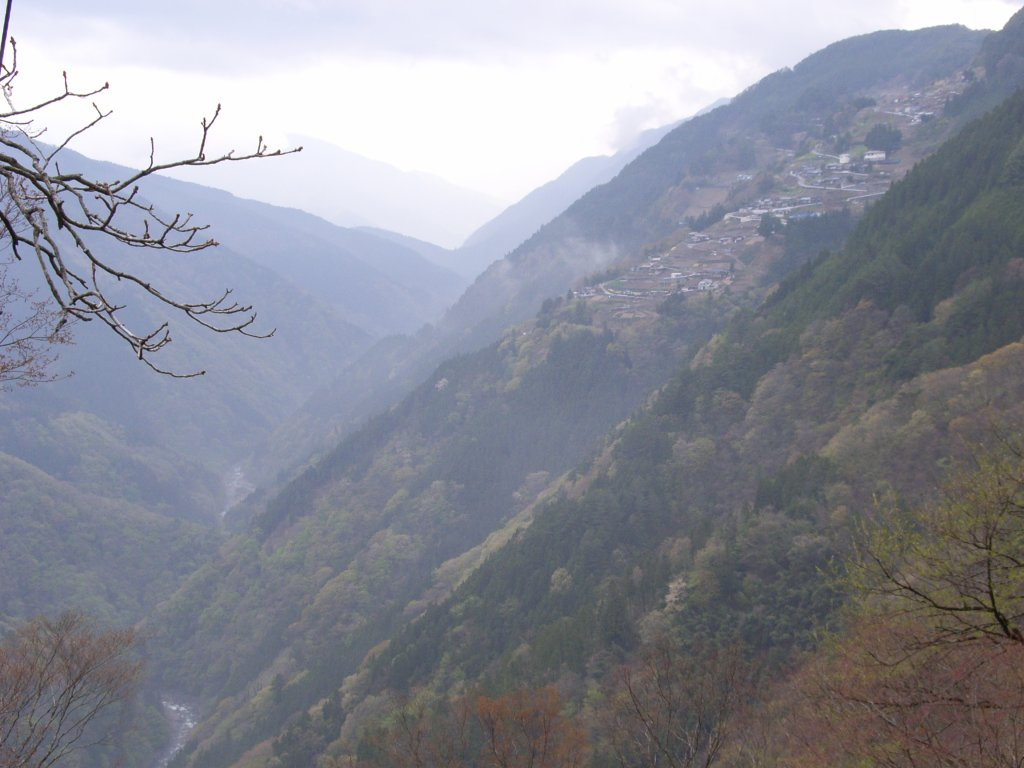
下栗地区
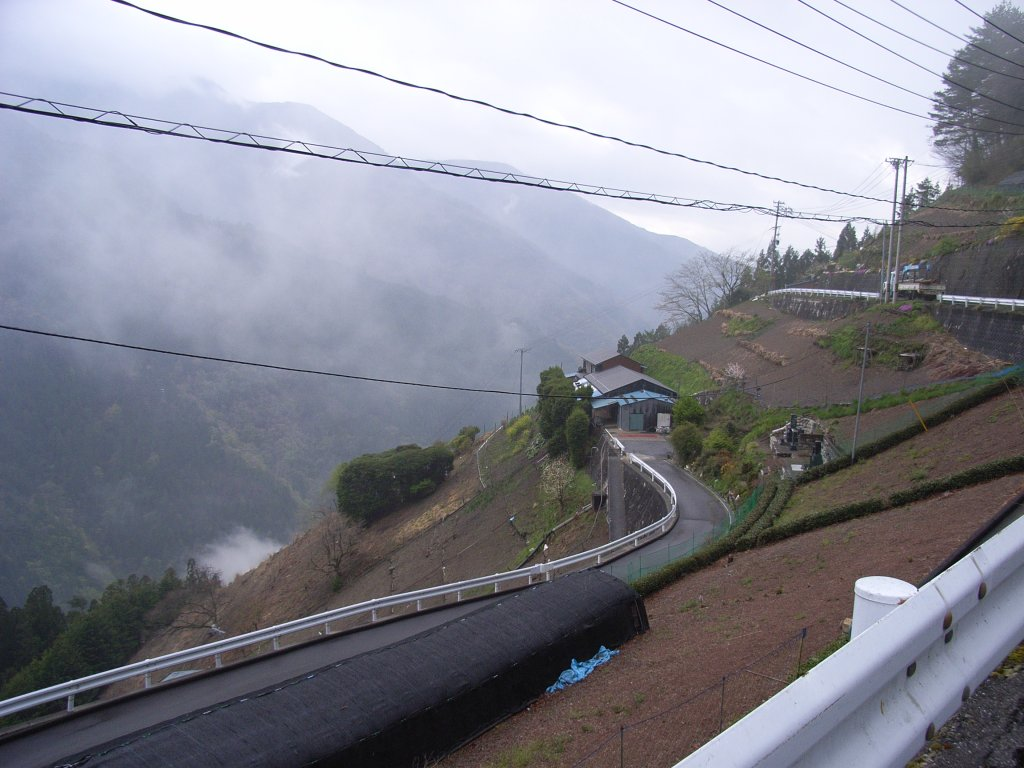
下栗地区
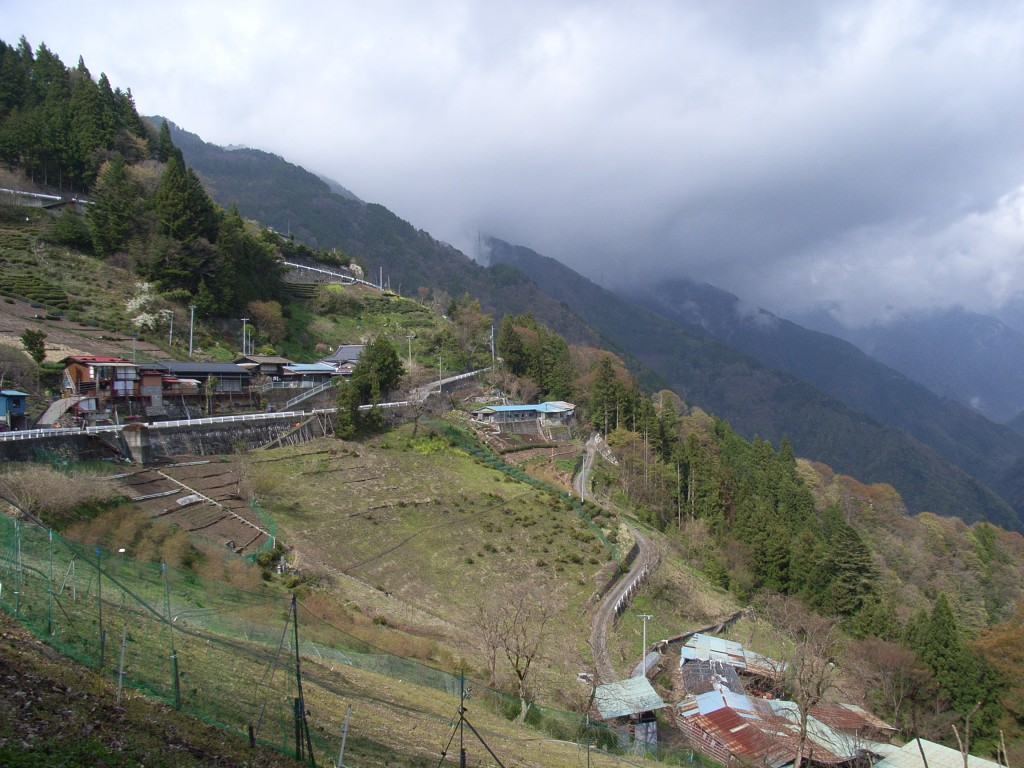
下栗地区